# Punta Naufragio
La Punta Naufragio (51°17′S 59°33′O / -51.283, -59.550) se encuentra en la costa norte de la Isla de Borbón del archipiélago de las Malvinas que según la Organización de las Naciones Unidas (ONU), está en litigio de soberanía entre el Reino Unido, quien la administra como parte del territorio británico de ultramar de las Malvinas, y la Argentina, quien reclama su devolución, y la integra en el departamento Islas del Atlántico Sur de la provincia de Tierra del Fuego, Antártida e Islas del Atlántico Sur.
Esta punta marca la entrada oriental de la bahía Elefante Marino en cuyo fondo se encuentra el asentamiento de puerto Calderón, donde se desarrollaron acciones bélicas durante la guerra de las Malvinas de 1982.